# Ginggangtani
Ginggangtani is een bestuurslaag in het regentschap Grobogan van de provincie Midden-Java, Indonesië. Ginggangtani telt 4201 inwoners (volkstelling 2010).